# Thomas Wozniak

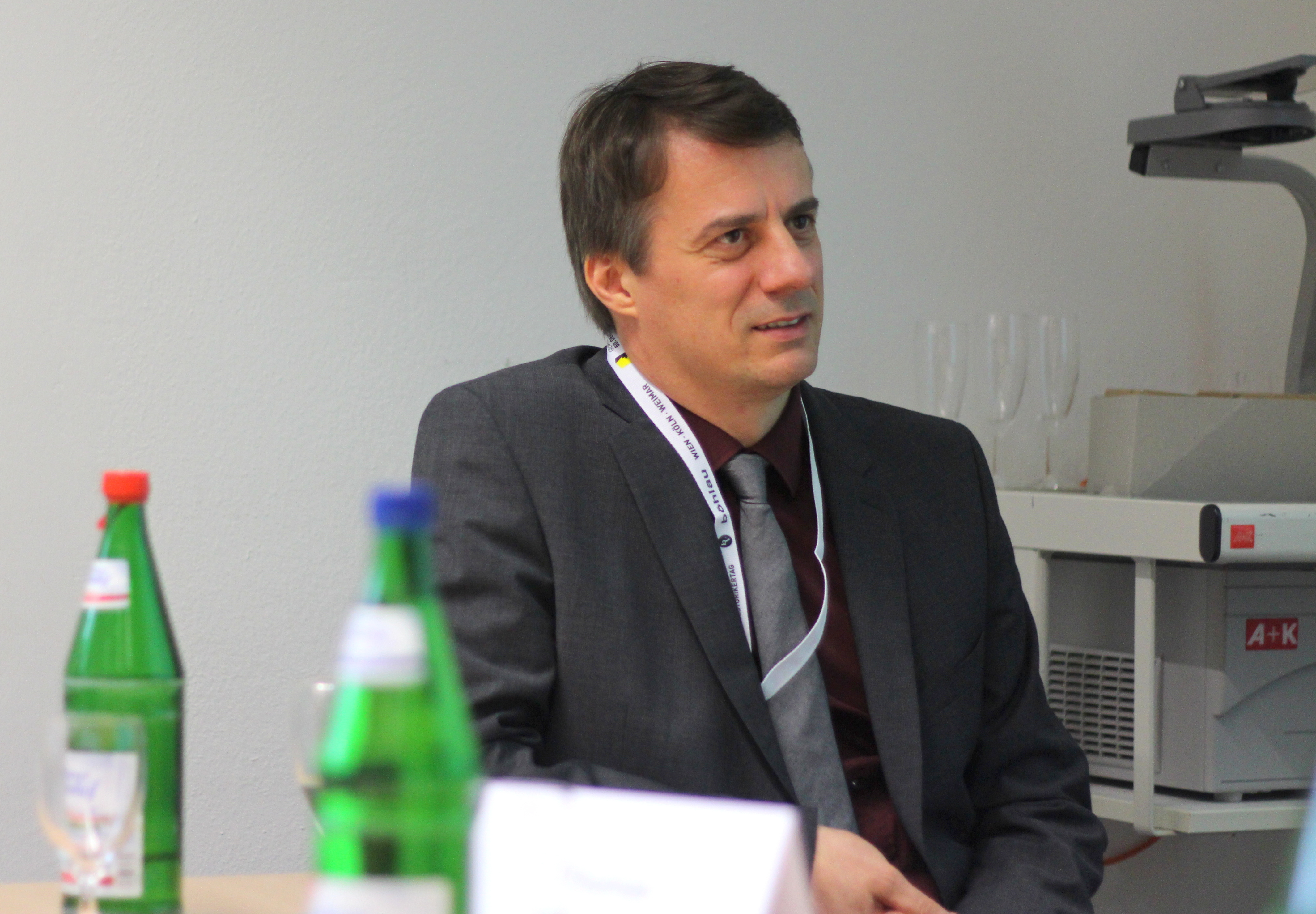
Thomas Wozniak auf dem Historikertag 2014 in Göttingen

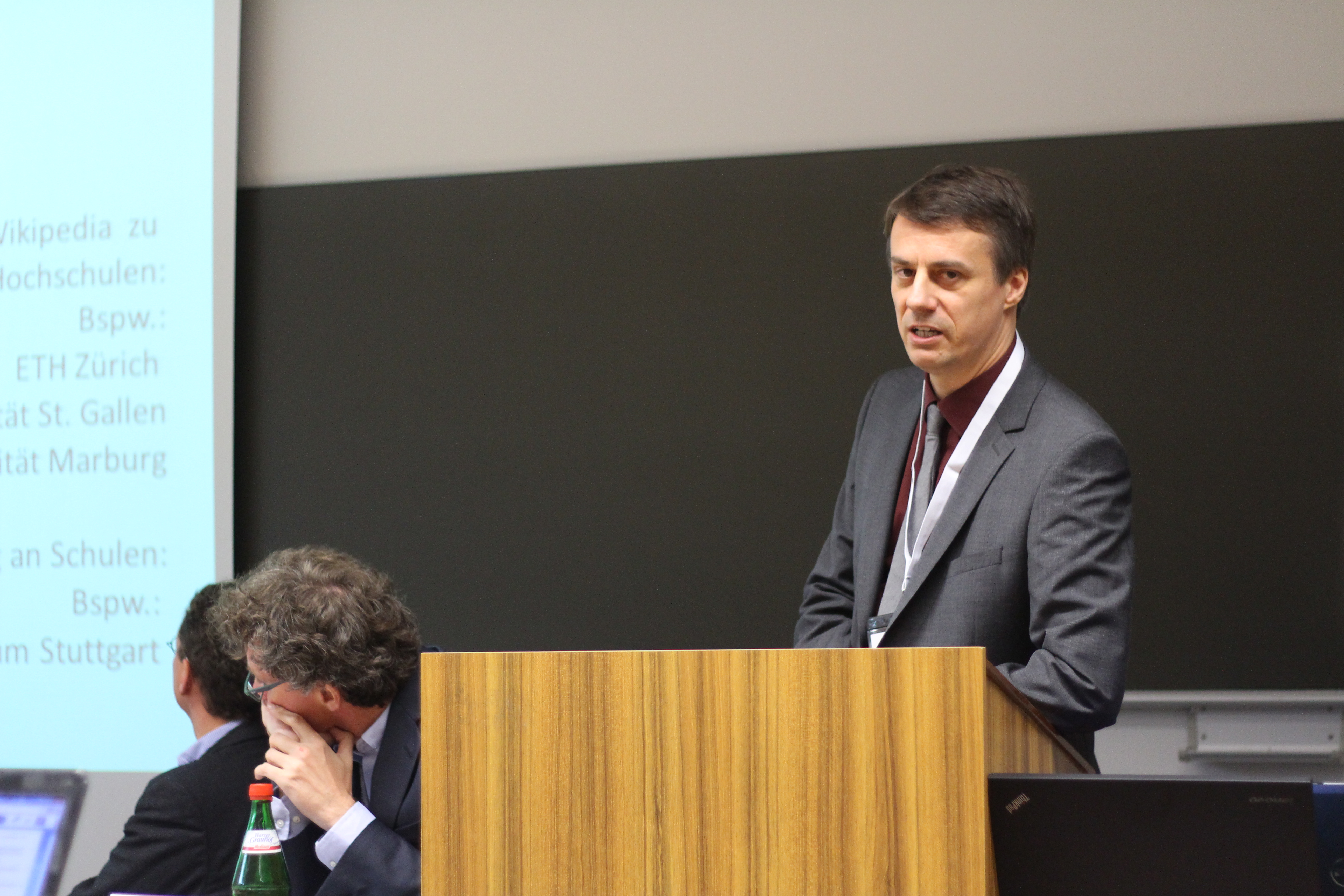
Thomas Wozniak auf dem Historikertag 2014 in Göttingen

Thomas Wozniak (* 1973 in Quedlinburg) ist ein deutscher Historiker. Wozniak ist in der Fachwelt vor allem mit Studien zur Geschichte Quedlinburgs, zum Onlinelexikon Wikipedia und zur Wahrnehmung von Naturereignissen im Frühmittelalter hervorgetreten.

## Leben
Thomas Wozniak studierte an der Universität zu Köln die Fächer Mittlere und Neuere Geschichte, Geographie und Historische Hilfswissenschaften. Dort wurde er im Sommersemester 2009 bei Marita Blattmann und Eberhard Isenmann mit einer vergleichenden Studie über Quedlinburg im 14. und 16. Jahrhundert promoviert. Von 2009 bis 2015 war er wissenschaftlicher Mitarbeiter an der Philipps-Universität Marburg bei Verena Epp und Andreas Meyer. Seit 2009 übt Wozniak Lehrtätigkeiten an den Universitäten Köln, Marburg, Stuttgart und Tübingen aus. Von 2015 bis 2020 war er Assistent von Ellen Widder am Seminar für mittelalterliche Geschichte der Universität Tübingen.
Im Juni 2017 wurde er habilitiert mit einer Arbeit über Wahrnehmung, Darstellung und Instrumentalisierung extremer Naturereignisse und ihrer Folgen in Chroniken und Annalen vom 6. bis 11. Jahrhundert. Er erhielt die Lehrberechtigung für mittelalterliche Geschichte, vergleichende Landesgeschichte und historische Hilfswissenschaften. Im Wintersemester 2017/18 lehrte er für Sigrid Hirbodian als Vertretungsprofessor für Geschichtliche Landeskunde und Historische Hilfswissenschaften an der Universität Tübingen. Vom Sommersemester 2018 bis zum Sommersemester 2019 hatte er die Vertretung der Professur für Historische Grundwissenschaften und Historische Medienkunde für Irmgard Fees an der Ludwig-Maximilians-Universität München. Er war 2019 Visiting scholar (Gastdozent) an der Weber State University in Ogden. Im Sommersemester 2020 hatte er an der Universität München einen Lehrauftrag. Er wurde 2021 an der Universität Tübingen zum außerplanmäßigen Professor ernannt. Seit 2021 ist er in Teilzeit wissenschaftlicher Mitarbeiter am Institut für geschichtliche Landeskunde Tübingen an der Universität Tübingen und seit 2022 in Teilzeit zudem Projektmitarbeiter am Leibniz-Institut für Geschichte und Kultur des östlichen Europa (GWZO) in Leipzig. Von Wintersemester 2024/2025 bis Sommersemester 2025 hat er eine Professurvertretung für Historische Hilfswissenschaften für Christof Rolker an der Universität Bamberg übernommen. Wozniak ist Mitglied im Verband der Historiker und Historikerinnen Deutschlands, im Mediävistenverband und korrespondierendes Mitglied des südwestdeutschen Arbeitskreises für Stadtgeschichtsforschung.

## Forschungsschwerpunkte
Seine Arbeitsschwerpunkte sind die Geschichte der mittelalterlichen Stadt, die Geschichte der Ottonen und Salier, die Kreuzzüge, die Geschichte der Witterungs- und Klimafolgen im Früh- und Hochmittelalter sowie die Historischen Hilfswissenschaften. Wozniak gab gemeinsam mit Sebastian Müller und Andreas Meyer eine Festschrift für Hans K. Schulze heraus. Damit sollten sowohl das 50-jährige Promotionsjubiläum als auch der im Herbst 2012 anstehende 80. Geburtstag Schulzes gefeiert werden. Aus diesem Anlass fand am 8. Oktober 2012 ein Festakt im Hessischen Staatsarchiv Marburg statt. Der 2014 veröffentlichte Sammelband enthält Beiträge von 15 Autoren, die über verschiedene Themen mit der Forschung Schulzes verbunden sind. Wozniak unternahm dabei einen Deutungsversuch des Cognomens magnus des römisch-deutschen Kaisers Otto I.

### Quedlinburger Stadtgeschichte
Beim Ausbau des Dachstuhles in seinem Geburtshaus in Quedlinburg 1998 stieß Wozniak auf drei Schossregister (Steuerbücher) aus den Jahren 1547, 1548 und 1570. Dieser Fund veranlasste ihn zu einer topographischen Analyse der Stadtgesellschaft des 16. Jahrhunderts. Eine weitere Hauptquelle war ein um 1830 wieder entdecktes Stadtbuch, das unter anderem ein Steuerverzeichnis von 1310 (Altstadt) bzw. 1330 (Neustadt) enthält. Diese beiden Funde gehörten zur Quellengrundlage seiner Dissertation über Quedlinburg im 14. und 16. Jahrhundert. Außerdem wurden Häuserverzeichnisse, Neubürgerlisten und Stadtrechnungen ausgewertet. Neuere Forschungsarbeiten zu Quedlinburg hatten sich bislang vor allem auf das Früh- und Hochmittelalter konzentriert. Wozniak befasste sich dagegen mit der spätmittelalterlichen und frühneuzeitlichen Stadt Quedlinburg und ihrer sozialen und wirtschaftlichen Topographie. Der Schwerpunkt der Arbeit liegt „auf dem Vergleich der Stadtentwicklung, der Wirtschafts- und Sozialtopographie sowie der Sozialstruktur der Stadt Quedlinburg im 14. und 16. Jahrhundert“. Er verfolgt mit seiner Studie das Erkenntnisziel „eine möglichst differenzierte Sicht der sozialen Verhältnisse und der topographischen Entwicklung in Quedlinburg im frühen 14. und im 16. Jahrhundert“ zu bieten. Auf Basis einer „Analyse der topographischen Entwicklung, der Vermögensverhältnisse sowie der Berufs- und Sozialstrukturen“ werden „die Beziehungen zwischen Vermögen, Wohnlage, Beruf, Bildung und der Teilhabe an der lokalen politischen Macht untersucht“. Die Arbeit besteht aus drei Hauptteilen. Nach einer ausführlichen Einleitung (S. 11–62) werden die wirtschaftlichen und natürlichen Grundlagen der Entwicklung Quedlinburgs (S. 63–116), die Störfaktoren in der Stadtentwicklung in Form von Bränden, Hochwasser, Epidemien, Aufruhr sowie die politischen Zäsuren behandelt (S. 117–179). Das dritte und umfangreichste Kapitel befasst sich mit einem sozialtopographischen Vergleich (S. 180–342). In diesem Kapitel werden die demographische Entwicklung, die Vermögensstruktur, die Sozial- und Berufsstruktur, kirchliche-geistliche Institutionen und die gebildeten Bevölkerungsschichten behandelt. Der Anhang enthält eine Neuedition des Stadtbuches von 1310/30 und zahlreiche Tabellen vor allem mit Angaben aus den Steuerregistern. In seiner Arbeit hat Wozniak die These vertreten, dass die Gründung der Neustadt sich im 12. Jahrhundert als Textilzentrum vollzog und sich dadurch die Abwanderung der Bewohner aus den 14 Stiftsdörfern erklären ließe. Er sprach sich damit gegen die ältere These aus, dass die Neustadt durch einen planlosen Zuzug entstanden sei. Anders als bislang vermutet konnte Wozniak für das Spätmittelalter nachweisen, dass die Bevölkerungszahl Quedlinburgs deutlichen Schwankungen unterworfen war. Die Zahl der Haushalte in Quedlinburg lag 1310/30 bei insgesamt 750. Bis 1460 stieg die Zahl auf 1064 an und fiel zwischen 1525 und 1539 auf nur noch 700 ab. Erst um 1570 wurde die Bevölkerungszahl von 1460 wieder erreicht. Einen neuen Einbruch in den Bevölkerungszahlen macht Wozniak für den Dreißigjährigen Krieg aus, der erst in der zweiten Hälfte des 18. Jahrhunderts vollständig überwunden wurde. Die Arbeit gilt als wichtiger Beitrag zur Erforschung der Quedlinburger Stadtgeschichte. Im Jahr 2014 veröffentlichte er eine Überblicksdarstellung zur Geschichte Quedlinburgs von den Anfängen der Besiedlung bis in das 20. Jahrhundert.
Seitdem hat er systematisch Beiträge zur Quedlinburger Infrastrukturentwicklung bezüglich der Feldwarten, Stadttore, Stadtbefestigungen und des Marktkirchturms als der Zentrale der Stadtverteidigung vorgelegt, ebenso zur Demografie, zur Zugehörigkeit der Stadt zur Hanse sowie zur Entwicklung der jüdischen Bevölkerung im Spätmittelalter.

### Wahrnehmung von Naturereignissen im Früh- und Hochmittelalter
Wozniak erforscht extreme Naturereignisse und ihre Folgen im frühen und hohen Mittelalter. Einen ersten Aufsatz dazu veröffentlichte er 2017 über den Extremwinter des Jahres 763/764. In einer fast tausend Seiten umfassenden und 2020 veröffentlichten Darstellung befasst er sich mit der Wahrnehmung, Darstellung und Instrumentalisierung von Naturereignissen im Frühmittelalter. Ein wichtiges Ziel seiner Untersuchung ist es, zu prüfen, „inwieweit sich der immer wieder betonte Einfluss der natürlichen Umwelt in der zeitgenössischen Entwicklung widerspiegelt und welche Beobachtungen und Reaktionen er hervorrief.“ Der zeitliche Rahmen der Untersuchung erstreckt sich vom beginnenden 6. bis zum 11. Jahrhundert. Die Naturereignisse teilt er in drei große Gruppen ein. Zur ersten Gruppe gehören astronomische, vulkanische, tektonische, geomorphologische Extremereignisse. Die zweite Gruppe sind extreme Witterungsereignisse (Gewitter, Stürme und Orkane) und zur dritten Gruppe zählen die aus den ersten beiden Gruppen resultierenden Folgen, womit beispielsweise Epidemien und Hungersnöte gemeint sind. In seiner interdisziplinär angelegten Arbeit berücksichtigt Wozniak auch eine Vielzahl an Forschungsergebnissen aus den Bereichen der Physik, der Klimatologie und anderer verwandter Disziplinen. Er möchte die „Wahrnehmung, Darstellung, Deutung und Instrumentalisierung der von den Zeitgenossen als extrem empfundenen Naturerscheinungen“ analysieren und diese mit den naturwissenschaftlichen Ergebnissen abgleichen. Wozniak hat in seiner Zusammenstellung und Auswertung von 160 Annalen und Chroniken insgesamt 1173 in den Quellen geschilderte Einzelereignisse 25 Einzelphänomenen/Ereignistypen (Erdbeben, Extremwinter, Epidemien, Hungersnöte, Kometen, Überschwemmung, Mondfinsternis, Gewitter, Trockenheit, Polarlichter, Tierseuchen, Sonnenfinsternis, Stürme, Optische Phänomene, Meteorströme, Meteoriten, Sturmflut/Tsunami, Heuschrecken, Weinernten, Gute Jahre, Hagel, Blutregen, Tornados, Massenbewegung) zugewiesen. Am häufigsten notieren die Quellen Erdbeben (115), extreme Winter (94), Überschwemmungen (72), Mondfinsternisse (69) und Unwetter (67).

### Wikipedia
Wozniak hat zahlreiche Studien über die Online-Enzyklopädie Wikipedia verfasst. Er war Mitherausgeber eines Sammelbandes, der vier Beiträge der Sektion „Wikipedia und Geschichtswissenschaften“ des 50. Deutschen Historikertages in Göttingen mit zehn weiteren Texten zum Themenfeld Online-Enzyklopädie bündelt. Wozniak hat sich in mehreren Beiträgen mit der Zitierbarkeit der Wikipedia befasst. Nach seiner Meinung sollten Artikel aus Wikipedia wissenschaftlich als zitierfähig gelten, wenn drei Bedingungen erfüllt werden. Erstens: Der Hauptautor muss namentlich bekannt sein. Zweitens: Der Autor ist für mindestens 83 Prozent Textanteil verantwortlich. Drittens: Der Autor muss die Korrektheit der zitierten Artikelversion verantworten. Wozniak arbeitet selbst bei Wikipedia mit. Allein zwischen 2003 und 2012 hat er etwa 6000 Veränderungen vorgenommen und dabei mehrere ausgezeichnete Artikel geschrieben.

### Historische Hilfswissenschaften und Historische Medienkunde
Wozniak hat mehrere Studien zu den Historischen Grundwissenschaften (Chronologie, Genealogie) sowie zu historischen Schriftträgern (Wachstafeln, Schiefertafeln, Glas) verfasst. Ein Schwerpunkt seiner Forschung liegt auf der Erforschung historischer Graffiti, etwa in Burgen und Sakralräumen, aber auch ausgewählter Motive. Außerdem hat er mehrere Detailstudien zu Graffiti in der St.-Marien-Kirche auf dem Münzenberg in Quedlinburg, im Magdeburger Dom, in Knaresborough Castle oder in der Friedhofskirche St. Bartholomäus in Oberschützen vorgelegt. Bei der Neubearbeitung des Handbuches Werkzeug des Historikers von Ahasver von Brandt in vier Bänden durch den Kohlhammer Verlag hat er 2024 den „Band 2: Mittelalter“ herausgegeben.

## Schriften (Auswahl)
Monographien
- Kleine Geschichte Mallorcas. Pustet, Regensburg 2021, ISBN 978-3-7917-3214-5.
- Naturereignisse im frühen Mittelalter. Das Zeugnis der Geschichtsschreibung vom 6. bis 11. Jahrhundert (= Europa im Mittelalter. Abhandlungen und Beiträge zur historischen Komparatistik. Band 31). De Gruyter, Berlin 2020, ISBN 3-11-057231-1.
- Quedlinburg. Kleine Stadtgeschichte. Pustet, Regensburg 2014, ISBN 3-7917-2605-6.
- Quedlinburg im 14. und 16. Jahrhundert – Ein sozialtopographischer Vergleich (= Hallische Beiträge zur Geschichte des Mittelalters und der Frühen Neuzeit. Band 11). Akademie-Verlag, Berlin 2013, ISBN 978-3-05-006049-1.

Herausgeberschaften
- Werkzeuge der Historiker:innen. Bd. 2: Mittelalter. Kohlhammer Verlag, Stuttgart 2024, ISBN 978-3-17-040954-5.
- mit Clemens Bley: 1100 Jahre Quedlinburg. Geschichte – Kultur – Welterbe. Michael Imhof Verlag, Petersberg 2023, ISBN 978-3-7319-1225-5.
- mit Günter Eichler: Flodoard von Reims: Annalen (= Ausgewählte Quellen zur deutschen Geschichte des Mittelalters. Band 52). wbg Academic, Darmstadt 2020, ISBN 978-3-534-27258-7.
- mit Jürgen Nemitz, Uwe Rohwedder: Wikipedia und Geschichtswissenschaft. De Gruyter Oldenbourg, Berlin u. a. 2015, ISBN 3-11-037634-2 (Open access).
- mit Sebastian Müller, Andreas Meyer: Königswege. Festschrift für Hans K. Schulze zum 80. Geburtstag und 50. Promotionsjubiläum. Eudora-Verlag, Leipzig 2014, ISBN 978-3-938533-53-6.